# Tigăile din Ciucaș
Tigăile din Ciucaș alcătuiesc o arie protejată de interes național ce corespunde categoriei a IV-a IUCN (rezervație naturală de tip geologic, geomorfologic, floristic și peisagistic), situată la interferența Transilvaniei cu Muntenia, pe teritoriul nord-estic al județului Prahova.

## Localizare
Aria naturală se află în Munții Ciucaș (la limita de graniță a județului Prahova cu județul Brașov), în partea nordică a stațiunii turistice Cheia, pe teritoriul administrativ al comunei Măneciu.

## Descriere
Rezervația naturală a fost declarată arie protejată prin Legea Nr.5 din 6 martie 2000 (privind aprobarea Planului de amenajare a teritoriului național - Secțiunea a III-a - zone protejate) și se întinde pe o suprafață de 3 hectare. 
Aria protejată reprezintă o zonă naturală din centrul masivului Ciucaș, ce cuprinde un ansamblu neregulat de stâncării (turnuri, ciuperci de piatră de diferite forme și dimensiuni) formate prin acțiunea aerului (îngheț-dezgheț, vânt, temperatură) și a apei (spălare, șiroire); abrupturi calcaroase și grohotișuri; goluri alpine, pășuni și pajiști. Arealul Tigăile din Ciucaș este inclus în situl de importanță comunitară - Ciucaș.

## Biodiversitate
Flora este alcătuită din arbusti și subarbusti cu specii de: ienupăr (Juniperus communis), merișor (Vaccinium vitis-idaea), smârdar (Rhodondendron myrtifolium), afin (Vaccinium myrtillus). 

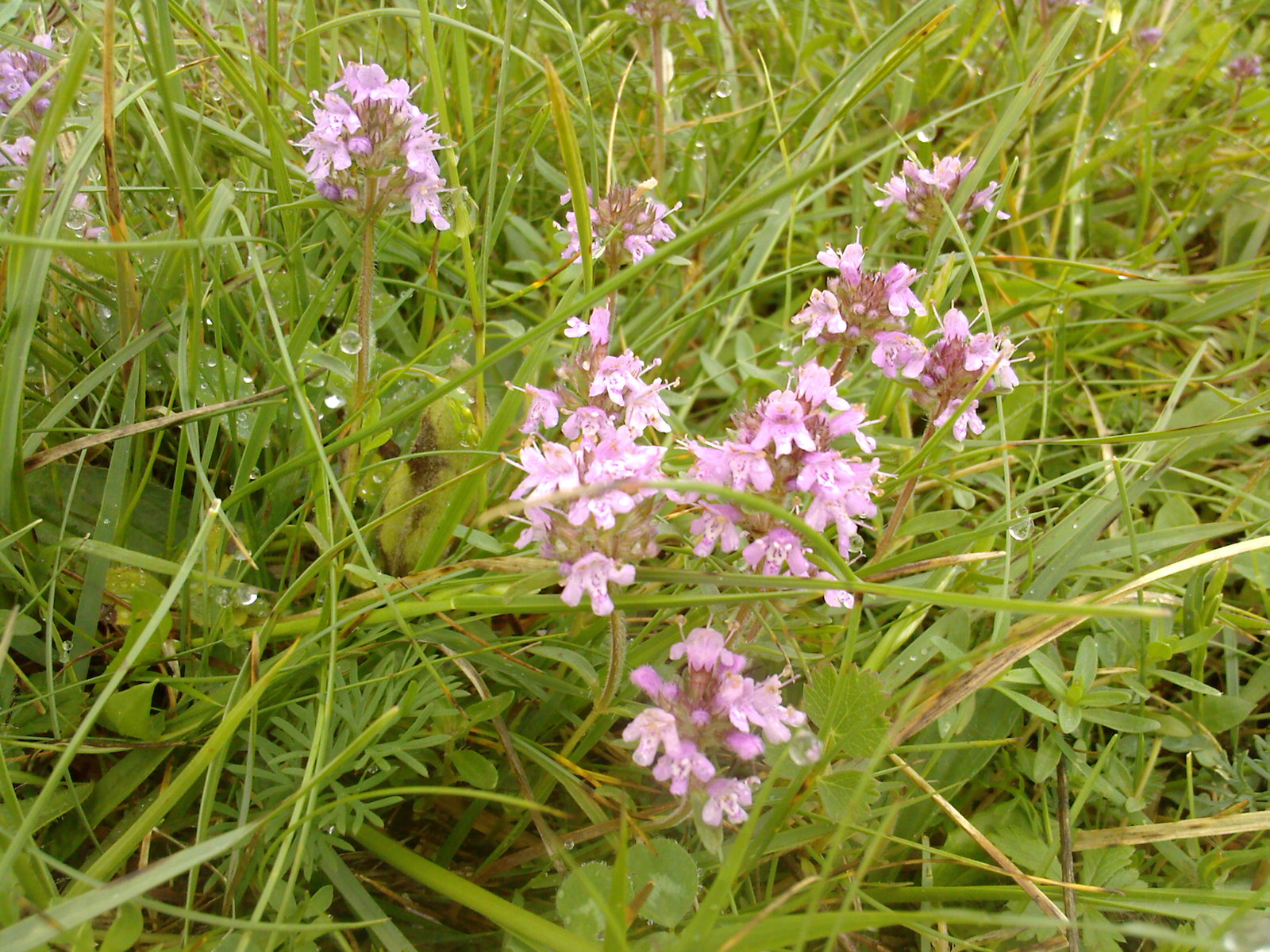
Cimbrișor de câmp (Thymus serpyllum)

La nivelul ierburilor sunt întâlnite specii floristice rare, cu elemente de pajiște și de stâncărie, printre care: floare de colț (Leontopodium alpinum), piciorul cocoșului de munte (Ranunculus montanus), iarba osului (Helianthemum nummularium), stânjenel mic de munte (Iris ruthenica), ochelariță (Biscutella laevigata), luntricică galbenă (Oxytropis halleri), cimbrișor de câmp (Thymus serpyllum), cinci-degete (Potentilla reptans), ochii-șoricelului (Saxifraga adscendens), ciurul zânelor (Carlina acaulis), sânziană (Galium verum), argințica (Dryas octopetala), horști (Luzula alpinopilosa), iarba-câmpului (Agrostis alba), firuță (Poa pratensis) sau cornuț de munte (Cerastium arvense).
Fauna este una diversă și bine reprezentată de mai multe specii (mamifere, păsări, reptile și amfibieni); dintre care unele protejate la nivel european sau aflate pe lista roșie a IUCN; astfel: urs brun (Ursus arctos), cerb (Cervus elaphus), lup (Canis lupus), râs eurasiatic (Lynx lynx), vulpe (Vulpes vulpes), pisică sălbatică (Felis silvestris), acvilă de munte (Aquila chrysaetos), șorecar comun (Buteo buteo), șorecar-încălțat (Buteo lagopus), ieruncă (Tetrastes bonasia), vânturelul roșu (Falco tinnunculus), cinteză (Fringilla coelebs), privighetoare (Luscinia megarhynchos), șopârla de ziduri (Podarcis muralis), șopârla de munte (Lacerta vivipara), salamandra carpatică (Triturus montadoni).

## Căi de acces
- Drumul național (DN1A) - Ploiești - Lipănești - Gura Vitioarei - Vălenii de Munte - Măneciu - Cheia (dinspre București)
- Drumul național (DN1) - Sinaia - Comarnic - drumul județean 101 S - Secăria - Valea Doftanei - DN1A - Cheia (dinspre Sinaia)
- Drumul național (DN1A) - Brașov - Săcele - Babarunca - Cheia (dinspre Brașov)[11]

## Monumente și atracții turistice
În vecinătatea rezervației se află câteva obiective de interes istoric, cultural și turistic; astfel:

Mănăstirea Cheia

- Ansamblul mănăstirii Cheia (Biserica "Sf. Treime", Paraclisul "Adormirea Maicii Domnului", stăreție, chilii, trapeză și turn-clopotniță), construcție 1782, monument istoric.
- Ansamblul mănăstirii Suzana (Biserica "Sf. Nicolae", Paraclisul "Acoperământul Maicii Domnului", chilii), construcție 1740, monument istoric.
- Barajul Măneciu, lac de acumulare executat pe râul Teleajen.
- Ansamblul rural de la Cerașu, construcție sec. XIX - XX, monument istoric.
- Ansamblul rural de la Slon, construcție sec. XIX - XX, monument istoric.